# Alfapet
För brädspelet som fram till 1990-talet såldes som Alfapet, se Scrabble.

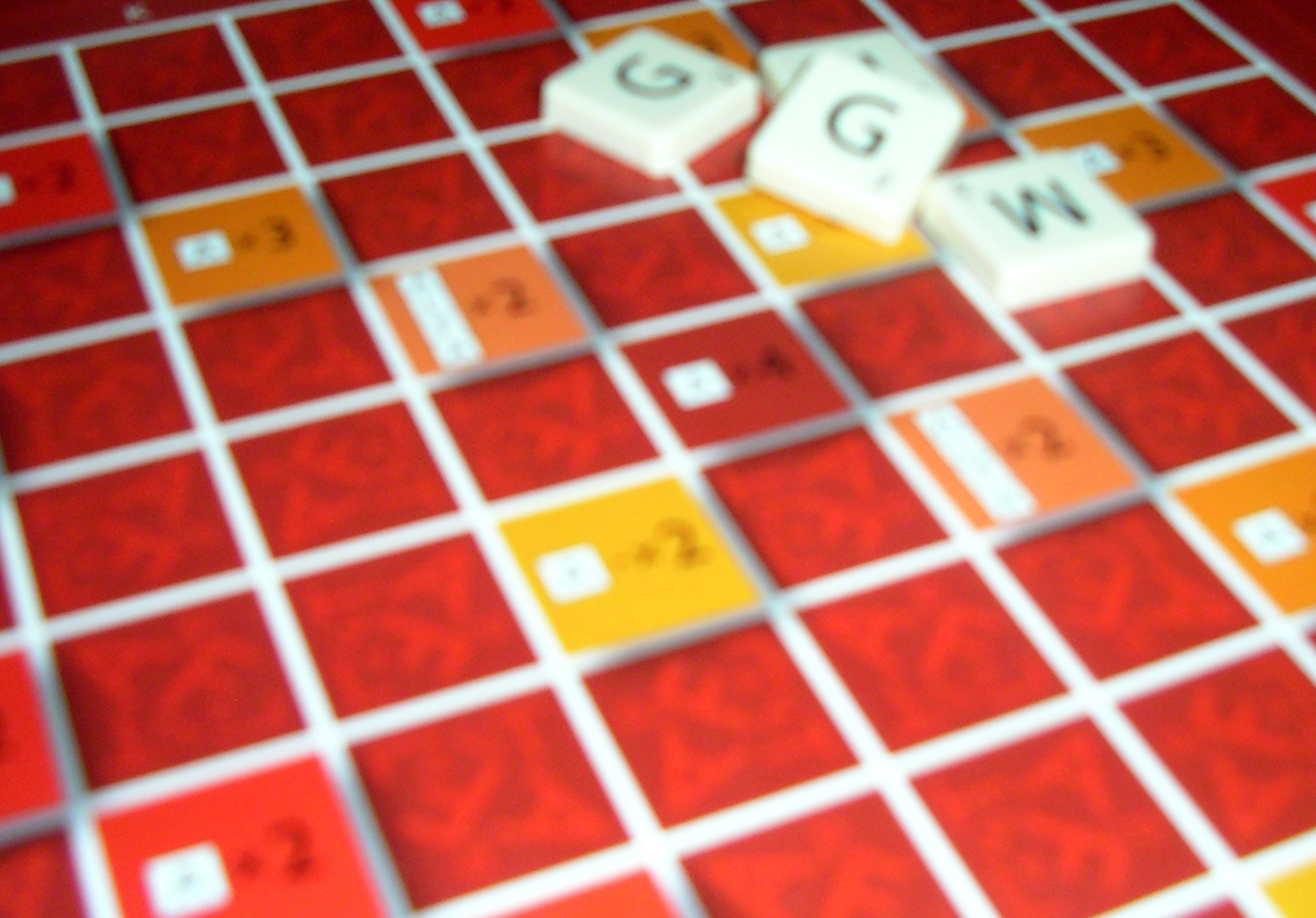
Ett alfapetbräde och ett par bokstavsbrickor.

Alfapet, ibland kallat nya Alfapet, är ett korsordsspel skapat och tillverkat av Alga. Det bygger på spelet Scrabble som Alga tidigare licenstillverkade med det svenska namnet Alfapet. När Mattel på 1990-talet köpte rättigheterna till Scrabble utanför Nordamerika förlorade Alga licensen till spelet, men behöll rättigheterna till namnet Alfapet. De skapade då ett nytt, liknande spel med samma namn.
Det gamla Alfapet-spelet säljs i Sverige i dag av Mattel som Scrabble.

## Skillnader mellan Scrabble och nya Alfapet
De medföljande reglerna skiljer sig åt spelen emellan.
Spelplanen i Scrabble är 15 gånger 15 rutor medan planen i nya Alfapet är 17 gånger 17 rutor. I de bägge spelen förekommer "bonusrutor" där bokstaven eller ordet kan få olika höga poäng beroende på vilken bokstav eller vilket ord man lägger över den. Dessa bonusrutor förekommer i fler varianter i nya Alfapet än i Scrabble. Nya Alfapet har även rutor som ger minuspoäng.
Antalet brickor i spelen varierar. I Scrabble spelar man med 100 brickor av vilka två är blanka, vilket innebär att man kan låta den bokstaven vara vilken bokstav man önskar. I Alfapet, som spelas med 120 brickor, finns förutom de blanka brickorna även ett antal specialbrickor samt bokstaven Q.

## Brickor i spelet
Följande 120 brickor finns i spelet.
| Bricka          | Värde | Antal |
| --------------- | ----- | ----- |
| D               | 1     | 7     |
| O               | 2     | 5     |
| R               | 1     | 9     |
| Ä               | 4     | 2     |
| S               | 1     | 8     |
| Å               | 4     | 2     |
| E               | 1     | 8     |
| T               | 1     | 7     |
| Blank           | 0     | 2     |
| L               | 1     | 7     |
| A               | 1     | 9     |
| F               | 4     | 2     |
| Ö               | 4     | 2     |
| I               | 1     | 6     |
| N               | 1     | 7     |
| Y               | 8     | 2     |
| H               | 3     | 3     |
| M               | 3     | 3     |
| G               | 2     | 4     |
| B               | 4     | 2     |
| K               | 3     | 3     |
| C               | 8     | 2     |
| X               | 10    | 1     |
| P               | 3     | 3     |
| V               | 4     | 2     |
| Z               | 10    | 1     |
| J               | 8     | 1     |
| U               | 3     | 3     |
| Q               | 10    | 1     |
| Svarta          | 0     | 2     |
| Pil neråt-höger | 0     | 2     |
| Pil uppåt-höger | 0     | 2     |